# Hőgyész
Hőgyész is een plaats (nagyközség) en gemeente in het Hongaarse comitaat Tolna. Hőgyész telt 3041 inwoners (2001).

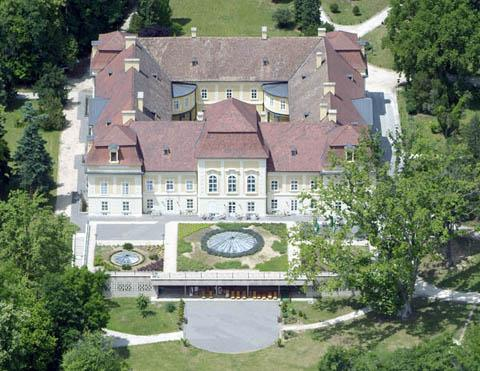
Landhuis in Hőgyész
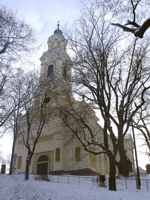
Kerk in Hőgyész